# Кетлін Ґлазґов
Кетлін Ґлазґов (англ. Kathleen Glasgow; нар. 12 квітня 1969 р.) — американська авторка бестселерів The New York Times, яка пише романи для підлітків, зокрема авторка роману-бестселера «Усі мої рани».

## Дитинство та освіта
Ґлазґов виросла, переглядаючи телесеріали «Лаверн та Ширлі», «Ленні та Сквіґґі», «Хлопці Гарді», «Морк та Мінді», з-поміж інших відомих дуетів із телесеріалів, які вона називає натхненням для серії книжок «Агати».
Упродовж тринадцяти років вона була координаторкою програми магістратури з творчого письма в Університеті Міннесоти. Перш ніж написати свій перший роман, була суто поеткою.
Мешкає в Тусоні, штат Аризона.

## Вибрані твори
Перший підлітковий роман Ґлазґов ««Усі мої рани»» дебютував на першому місці в списку бестселерів New York Times. Вона каже, що роман про «відчуття самотності у світі, навіть якщо ти спілкуєшся з іншими людьми». Те, що головна героїня бореться з депресією та самоушкодженням, ґрунтується на її особистому досвіді.
Разом з письменницею Ліз Лоусон вона є співавторкою роману «Агати» та його продовження «Ніч під питанням», першого та другого романів із серії детективів про двох дівчат-підлітків, які розслідують зникнення дівчинки зі своєї школи. Серія дебютувала у списку бестселерів New York Times.

## Переклади українською
2025 року у видавництві «РМ» вийшов український переклад роману «Усі мої рани». Перекладачка — Марія Болотова.